# 青楼鸳梦

《青楼鸳梦》

《青楼鸳梦》又名梦断情楼。是中国亚洲电视艺术中心于20世纪90年代拍摄的一部民国剧。1994年首播。

## 制作人员
- 总制片人：靳树增
- 制片人：冯义亭
- 编剧：崔京生、莫言
- 导演：潘小扬、李伟
- 副导演：尹朝晖、王彩萍、郑万彬
- 摄影：王小列、韩川、陈树新
- 美术：魏中华、魏新华、全荣哲、周晓野
- 录音：卢斌、柯虎、党存珠
- 照明：稽中传
- 作曲：张弘毅
- 作词：张黎、靳树增

## 演员名单
- 张　瑜饰大满、腊梅、小百合、花锦绣
- 陈道明饰大茶壶九条
- 孙　敏饰吴小寒、冷云鹏
- 陈宝国饰秦病鹤
- 廖学秋饰洋金花
- 赵　军饰乔上飞
- 陶泽如饰警察局长
- 郭丽红饰红莲
- 陈瑶瑶饰杏花
- 程　希饰素芹
- 李秀江饰玫瑰
- 兰　兰饰二楞
- 邓　桦饰三楞
- 刘仲元饰警爹
- 修宗迪饰三船
- 赵世秀饰汤司令
- 卢　萍饰大茶壶娘
- 毕　夫饰马夫
- 齐春祥饰曹团总

## 故事梗概
讲述一个发生在青楼裡的故事。
故事的背景是民国年间，围绕着张瑜饰演的大满展开。张瑜在其中分饰四角。她饰演的大满被卖到青楼，命运坎坷。陈道明、陈宝国、陶泽如等实力派演员也有出演。